# Signmyrocket.com
Signmyrocket.com — це краудфандинговий веб-сайт, який пропонує людям платити за те, щоб їхні повідомлення були написані на боєприпасах та обладнанні, які використовуються Збройними Силами України після російського вторгнення в Україну у 2022 році. За пожертву від 200 доларів українські військові пишуть повідомлення перманентним маркером на боєприпасах і надсилають замовнику фото або відео, на якому зображено снаряд, яким буде вистрелено по ЗС РФ. За більш великі донати можна нанести напис на гаубицю М777 та літак Су-24. Пожертви направляються до Центру допомоги армії, ветеранам та їх сім'ям, який закуповує техніку для Збройних сил України.
Краудфандингова платформа запрацювала в травні 2022 року в Telegram-каналі, створеному українським студентом Антоном Соколенко. У липні, за підтримки його партнера Івана Колесника і WebDeal Digital Agency, було створено веб-сайт, щоб полегшити доступ для міжнародних клієнтів та оптимізувати більшість процесів.
Станом на 24 вересня 2022 року веб-сайт зібрав більше 500 000 доларів США та придбав приблизно 40 автомобілів, 30 дронів і 7 Starlinks, 33 оптичних/тепловізійних прицілів та ін.